# 離婚なふたり
『離婚なふたり』（りこんなふたり）は、テレビ朝日系で、2019年4月5日と4月12日の金曜 23時15分から翌 0時15分まで2週連続で放送されたテレビドラマである。主演はリリー・フランキー。原案はドラマの脚本を担当している樋口卓治が著した「ファミリーラブストーリー」（講談社文庫）。

## あらすじ
売れっ子脚本家である野田隆介は理想の夫婦の物語を描かせたら右に出る者はいないと言われる。そんなある日、23年間連れ添ってきた妻である今日子から離婚してほしいと切り出されて、隆介は混乱する。諍いもなく、いつも傍にいることが当たり前のような存在であった今日子が急に離婚話を持ち出すとはとてもあり得ない話であった。そんな最中、隆介が脚本を担当した新作ドラマの主役男優が離婚するというスキャンダルが巻き起こる。理想の夫婦の物語である新作ドラマのイメージを回復させる手段として、番組プロデューサーは隆介に「サンクス・ワイフ・ギビング」の大賞受賞者として出席してもらいたいと懇願する。夫の隆介が混乱に巻き込まれる中、今日子は友人の紹介で弁護士の堂島正義と面会することになった。夫に離婚を切り出したものの、なぜ離婚したいのかという根本的な要因が存在しないことに今日子は戸惑う。

## キャスト
野田 隆介（のだ りゅうすけ）
演 - リリー・フランキー
理想の夫婦を描かせたら右に出る者はいないと言われる売れっ子脚本家。ある日、妻から突然離婚を切り出されて混乱する。
野田 今日子（のだ きょうこ）
演 - 小林聡美
隆介の妻。将来、夫がいないという現実に淋しさを覚えて、隆介に理由もなく離婚を切り出す。
堂島 正義（どうしま まさよし）
演 - 岡田将生
離婚問題を担当する弁護士。
新海 恵（しんかい めぐみ）
演 - 酒井若菜
女性誌の副編集長。
東山 英治（ひがしやま えいじ）
演 - 中村有志
ドラマプロデューサー。
平山 真紀（ひらやま まき）
演 - 渡辺真起子
今日子の友人。離婚を切り出した今日子を堂島に紹介する。
刈谷 エマ（かりや エマ）
演 - 峯岸みなみ
野田夫妻の娘。名古屋の鰻屋に嫁ぎ、現在妊娠中。
朝比奈 はな　
演 ‐ 松本まりか
東雲哲郎
演 ‐ 小澤征悦
他
演 - 堀井新太、松田賢二、矢柴俊博、秋山菜津子、山西惇、清水伸、長井短、東松史子、ワタナベケイスケ、木村龍、新條由芽、ぎぃ子、松尾由美子

## スタッフ
- 原案 - 樋口卓治 『ファミリーラブストーリー』（講談社文庫刊）
- 脚本 - 樋口卓治
- 監督 - 吉田大八（テレビのスペシャルドラマ初演出）
- 主題歌 - ジェジュン 「君だけになる前に」（First JB music）[3]
- 法律監修 - 小林健太郎、矢野亜紀子、小野智彦
- 技術協力 - バスク
- 照明協力 - ラ・ルーチェ
- 美術協力 - ヌーヴェルヴァーグ、NVC
- ポスプロ - ブル、ビーグル
- 協力 - CLASSY.（光文社）、Kazi（舵社）、PHP研究所、筑摩書房
- ゼネラルプロデューサー - 横地郁英（テレビ朝日）
- アソシエイトプロデューサー - 三宅川敬輔（ファーストカット）
- プロデューサー - 服部宣之（テレビ朝日）、関谷正征（ファーストカット）
- 制作協力 - ファーストカット
- 制作著作 - テレビ朝日